# Park Dong-hyuk
Park Dong-hyuk ((박동혁?, 朴東赫?); 18 aprile 1979) è un ex calciatore sudcoreano, nel ruolo di difensore.

## Palmarès

### Club
- Coppa di Corea del Sud

Jeonbuk Hyundai Motors: 2003, 2005
- Supercoppa della Corea del Sud

Jeonbuk Hyundai Motors: 2004
Ulsan Hyundai: 2006
- A3 Champions Cup

Ulsan Hyundai: 2006

### Nazionale
- Giochi asiatici: 1

2002